# Africasat (satélite)
Africasat é uma série de satélites que são operados pela MEASAT. A frota de satélites Africasat atualmente conta com 2 satélites em operação. Os satélites Africasat são na realidade apenas transponders de outros satélites que são voltados a fornecer serviços no Continente africano.

## Satélites
| Satélite     | Fabricante                   | Data do lançamento      | Veículo de lançamento | Estado  | Nota                              |
| ------------ | ---------------------------- | ----------------------- | --------------------- | ------- | --------------------------------- |
| Africasat 1  | Hughes                       | 13 de janeiro de 1996   | Ariane 44L            | Inativo | Também conhecido por MEASAT-1     |
| Africasat 1a | Orbital Sciences Corporation | 07 de fevereiro de 2013 | Ariane 5 ECA          | Ativo   | Também conhecido por Azersapace 1 |
| Africasat 2  | Hughes                       | 13 de novembro de 1996  | Ariane 44L            | Ativo   | Também conhecido por MEASAT-2     |